# Parancistrus
Parancistrus är ett släkte av fiskar. Parancistrus ingår i familjen Loricariidae.
Kladogram enligt Catalogue of Life:
| Parancistrus | \| \| Parancistrus aurantiacus \| \| \| \| \| \| Parancistrus nudiventris \| \| \| \| |
|              | \| \| Parancistrus aurantiacus \| \| \| \| \| \| Parancistrus nudiventris \| \| \| \| |
|              | Parancistrus aurantiacus                                                              |
|              |                                                                                       |
|              | Parancistrus nudiventris                                                              |
|              |                                                                                       |